# Alexander Goldin
Alexander Goldin (* 27. února 1964) je americký šachový velmistr ruského původu.
V roce 1981 vyhrál mistrovství SSSR šachistů do 18 let. Mezi jeho další úspěchy patří vítězství na World Open ve Philadelphii v letech 1998 a 2001. V roce 2003 vyhrál Goldin americký kontinentální šampionát v Buenos Aires, když v tiebreaku porazil brazilského Giovanni Vescovi.
Celkem třikrát se s americkým týmem účastnil šachové olympiády. V roce 2004 se svým týmem skončil v Calvià na čtvrtém místě, přičemž Goldinova úspěšnost na tomto turnaji dosáhla 65 procent.